# Pristomerus ruficaput
Pristomerus ruficaput är en stekelart som först beskrevs av Morley 1912.  Pristomerus ruficaput ingår i släktet Pristomerus och familjen brokparasitsteklar. Inga underarter finns listade i Catalogue of Life.